# Tiriba-pérola
A tiriba-pérola (Pyrrhura lepida), é uma espécie vulnerável na subfamília Arinae da família Psittacidae, os papagaios africanos e do Novo Mundo. É endêmica do Brasil.

## Taxonomia e sistemática
A história taxonômica da tiriba-pérola é potencialmente confusa. Anteriormente, era conhecido como Pyrrhura perlata, mas após uma revisão, descobriu-se que o espécime-tipo, que há muito se acreditava pertencer a esta espécie, na verdade era um juvenil do periquito de barriga vermelha intimamente relacionado. Consequentemente, o nome P. perlata foi transferida para aquela espécie, enquanto pelo princípio da prioridade o próximo nome na fila para a tiriba-pérola, P. lepida, tornou-se seu nome científico válido.
Três subespécies da tiriba-pérola são reconhecidas, o nome P. l. lepida (Wagler, 1832), P. l. anerythra (Neumann, 1927) e P.l. coerulescens (Neumann, 1927). Em 2011, uma revisão descobriu que lepida e coerulescens eram essencialmente inseparáveis por sua morfologia. Se isso fosse confirmado geneticamente, normalmente resultaria em coerulescens sendo um sinônimo júnior do antigo nome lepida, mas após uma inspeção mais detalhada, o espécime-tipo deste último é um híbrido. Isso invalida o nome lepida e deixa coerulescens como o nome válido para os lepida e coerulescens combinados e a espécie como um todo. A subespécie anerythra pode, além disso, justificar a elevação ao status de espécie completa.

## Descrição
A tiriba-pérola tem 24-25 centímetros de comprimento e pesa de 70 a 80 gramas. Os sexos são iguais. Os adultos da subespécie nomeada têm uma coroa marrom-escura e coberturas de orelha amareladas; o resto do rosto é verde-azulado opaco com pele nua esbranquiçada ao redor do olho. Suas partes superiores são verdes com um tom azulado. A parte superior do peito e as laterais do pescoço são marrons com descamação amarelada; o peito tem uma coloração azul. O resto de suas partes inferiores são verdes com tons de azul. Sua asa é predominantemente verde, com primárias pretas e azul-cobalto e coberturas inferiores vermelhas. A superfície superior da cauda é marrom-avermelhada e a inferior é marrom-escura. Sua íris é marrom escura, o bico preto acastanhado e as pernas pretas como ardósia. Os imaturos são semelhantes aos adultos. A subespécie P. l. coerulescens tem uma cabeça mais pálida do que a subespécie tipo, uma garganta e parte superior do peito mais cinza e um tom azul mais forte na parte inferior do peito. P. l. anerythra tem uma coloração vermelha em vez de azul no peito e na barriga e nenhum vermelho na asa.

## Distribuição e habitat
A tiriba-pérola é encontrada apenas no centro-norte do Brasil. A subespécie nomeada é encontrada no nordeste do Pará e no noroeste do Maranhão. P. l. coerulescens é encontrado no leste do Pará entre os rios Xingu e Tocantins. P. l. anerythra é encontrada no centro e nordeste do Maranhão, e algumas foram registradas no Mato Grosso. A espécie habita o interior e bordas de matas úmidas, matas secundárias e, às vezes, clareiras próximas à mata.

## Comportamento

### Movimentos
Os movimentos da tiriba-pérola, se houverem, não foram determinados.

### Alimentação
Sabe-se que a  tiriba-pérola  se alimenta de frutas, mas faltam mais detalhes sobre sua dieta.

### Reprodução
Nada se sabe sobre a biologia reprodutiva da tiriba-pérola.

### Vocalização
Os chamados do periquito perolado "possuem uma qualidade bastante irritante, as notas geralmente são dadas em séries rápidas, por exemplo, “krree krree krree” ou “krek krek krek” " e são vocalizadas tanto de um poleiro quanto em vôo. No entanto, essas aves empoleiradas costumam ser silenciosos. Grupos em vôo "chamam freqüentemente e simultaneamente, produzindo uma tagarelice ruidosa, áspera e penetrante".

## Status
A IUCN originalmente avaliou o periquito perolado como ameaçado, depois em 2004 como quase ameaçado e, desde 2012, como vulnerável. Tem um alcance limitado e um tamanho populacional desconhecido que se acredita estar diminuindo. "A ameaça mais grave para a espécie é a perda de seu habitat. Grandes áreas de florestas de várzea dentro da faixa já estão severamente alteradas ou foram totalmente desmatadas."  A espécie ocorre em várias áreas teoricamente protegidas, mas muitas delas sofrem com a extração ilegal de madeira.